# Liste der Naturschutzgebiete im Landkreis Kulmbach
Im Landkreis Kulmbach gibt es vier Naturschutzgebiete. Zusammen nehmen sie eine Fläche von 79 Hektar ein. Das größte Naturschutzgebiet ist das 1986 eingerichtete Naturschutzgebiet Ködnitzer Weinleite.
| Name                          | Bild | Kennung                   | Kreis              | Einzelheiten | Position | Fläche Hektar | Datum |
| ----------------------------- | ---- | ------------------------- | ------------------ | --- | -------- | ------------- | ----- |
| Ködnitzer Weinleite           | BW   | NSG-00296.01 WDPA: 164178 | Landkreis Kulmbach | Kulmbach Südexponierte Hanglage im Muschelkalk vom Unteren (obere Grenze des Wellenkalkes) über den Mittleren bis hinaus zum Oberen Muschelkalk (Hauptmuschelkalk).              | ⊙        | 32,87         | 1986  |
| Mainaltwasser bei Mainleus    | BW   | NSG-00256.01 WDPA: 164551 | Landkreis Kulmbach | Mainleus Einer der letzten naturnahen Altarme im Maintal mit besonders artenreicher Tier- und Pflanzenwelt, reichem Ufergehölzbestand und Auenwaldresten.                        | ⊙        | 4,46          | 1985  |
| Naturwaldreservat Kühberg     | BW   | NSG-00197.01 WDPA: 82216  | Landkreis Kulmbach | Stadtsteinach Seltene und charakteristische Hang-, Schlucht und Auwaldgesellschaften des Frankenwaldes sowie Quellfluren und in diesem Naturraum äußerst seltene Kalkfelsheiden. | ⊙        | 27,79         | 1984  |
| Wacholderhänge bei Wonsees    |      | NSG-00136.01 WDPA: 82838  | Landkreis Kulmbach | Wonsees Halbtrockenrasen mit Dolomitfelsen und Wacholderbeständen. | ⊙        | 13,17         | 1980  |
| Legende für Naturschutzgebiet |      |                           |                    | |          |               |       |